# Eofulgoridium proximum
Eofulgoridium proximum  (лат.) — ископаемый вид мелких полужесткокрылых насекомых рода Eofulgoridium из семейства цикадовых Lophophidae. Обнаружен в юрских отложениях Киргизстана (Kyzyl-Kiya, около 185 млн лет, плинсбахский ярус). Длина заднего крыла 10,5 мм.
Вид Eofulgoridium proximum был впервые описан в 1937 году советским палеоэнтомологом Андреем Васильевичем Мартыновым (1879—1938; ПИН РАН, Москва, СССР) вместе с таксонами Ferghanopsyche rotundata, Archaboilus kisylkiensis, Choristopsyche tenuinervis, Mesopolystoechus apicalis, Cicadellopsis incerta, Diphtheropsis incerta и другими новыми ископаемыми видами. Таксон Eofulgoridium proximum включён в состав рода Eofulgoridium Martynov 1937. Сестринские таксоны: Eofulgoridium chanmaense, Eofulgoridium kisylkiense Martynov 1937, Eofulgoridium tenellum Zhang et al. 2003.